# دون هوفمان
دون هوفمان (بالإنجليزية: Don Hoffman)‏ هو كاتب للأطفال أمريكي، ولد في 1995.